# Clemente de Faria Jr.
Clemente de Faria Jr. (ur. 17 sierpnia 1987 w Belo Horizonte) – brazylijski kierowca wyścigowy.

## Kariera
De Faria Jr. rozpoczął karierę w jednomiejscowych samochodach wyścigowych w 2005 roku od startów w Południowoamerykańskiej Formule 3, gdzie jednak nie zdobywał punktów. Dwa lata później był już mistrzem tej serii. W późniejszych latach Brazylijczyk pojawiał się także w stawce Brazylijskiej Formuły Renault 2.0, Brytyjskiej Formuły 3, Trofeo Linea Brasil oraz Copa Fiat Brasil.

## Statystyki
| Sezon | Seria                           | Zespół                     | Wyścigi | PP | Zwycięstwa | Podium | NO | Punkty | Pozycja |
| ----- | ------------------------------- | -------------------------- | ------- | -- | ---------- | ------ | -- | ------ | ------- |
| 2005  | Południowoamerykańska Formuła 3 | Cesário Formula            | 2       | 0  | 0          | 0      | 0  | 0      | 20      |
| 2006  | Południowoamerykańska Formuła 3 | Cesário Formula            | 16      | 0  | 2          | 6      | 2  | 70     | 4       |
| 2006  | Brazylijska Formuła Renault 2.0 | Cesário Formula            | 1       | 0  | 0          | 0      | 0  | 4      | 22      |
| 2007  | Południowoamerykańska Formuła 3 | Cesário Formula            | 16      | 10 | 8          | 13     | 9  | 122    | 1       |
| 2008  | Brytyjska Formuła 3             | Räikkönen Robertson Racing | 2       | 0  | 0          | 0      | 0  | 0      | 22      |
| 2008  | Brytyjska Formuła 3             | Cesario Formula            | 2       | 0  | 0          | 0      | 0  | 0      | 22      |
| 2010  | Trofeo Linea Brasil             | Pater Racing               | 12      | 0  | 1          | 1      | 1  | 25     | 14      |
| 2011  | Trofeo Linea Brasil             | Pater Racing               | 4       | 0  | 0          | 0      | 0  | 41     | 11      |
| 2011  | Trofeo Linea Brasil             | W2 Racing                  | 8       | 0  | 0          | 2      | 1  | 41     | 11      |
| 2012  | Copa Fiat Brasil                | W2 Racing                  | 9       | 0  | 0          | 3      | 0  | 38     | 7       |